# Kirche Hl. Maria Magdalena (Bogosavac)
Die Kirche Hl. Maria Magdalena (serbisch: Црква Свете Марије Магдалине, Crkva Svete Marije Magdaline) im Dorf Bogosavac ist eine serbisch-orthodoxe Kirche im westlichen Serbien.
Die von 1988 bis 1991 erbaute Kirche ist der Hl. apostelgleichen Maria Magdalena geweiht. Sie ist die Pfarrkirche der Pfarrei und Kirchengemeinde Bogosavac im Dekanat Pocerina der Eparchie Šabac der serbisch-orthodoxen Kirche.

## Lage

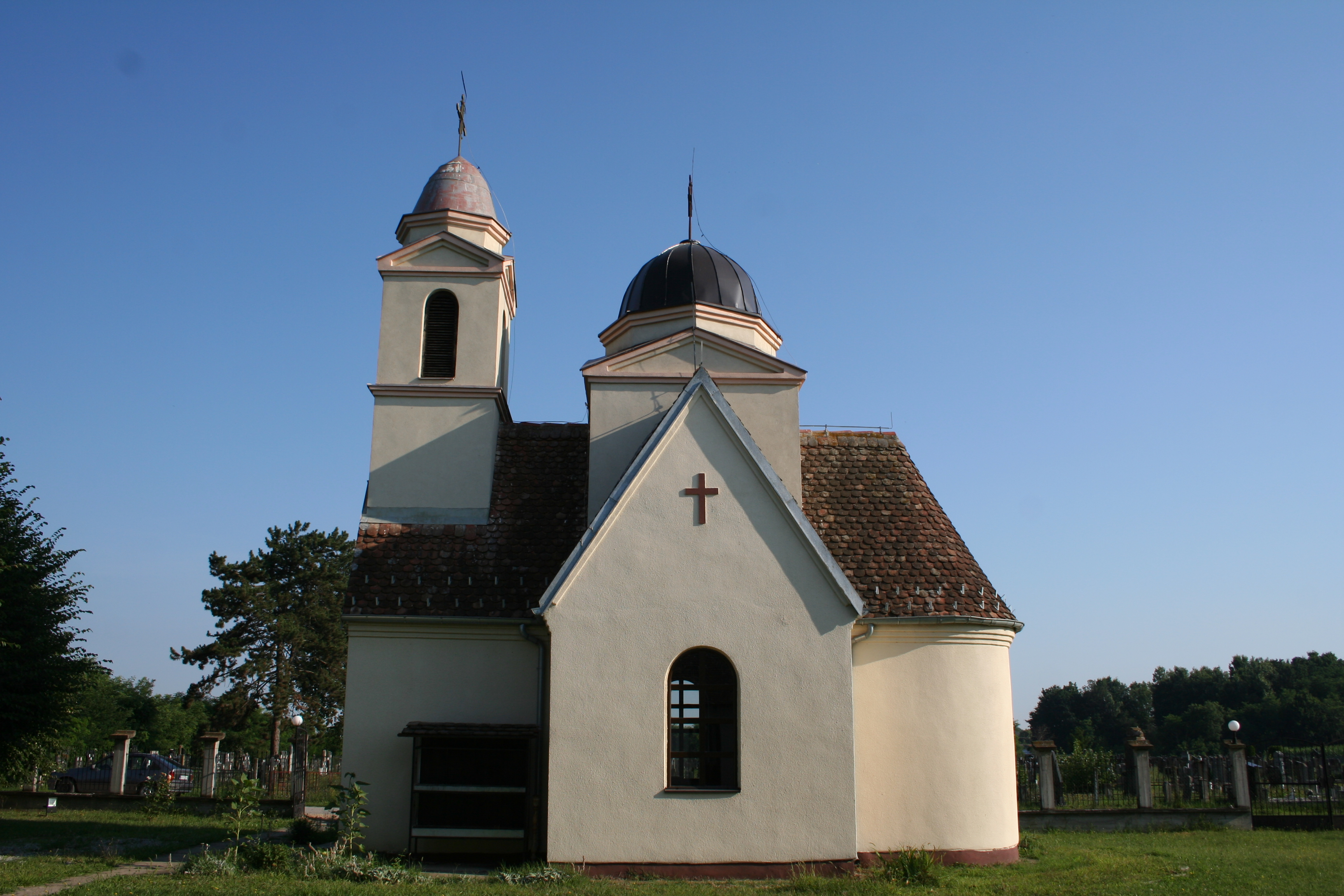
Die Nordseite der Kirche und im Hintergrund der Friedhof

Das Kirchengebäude steht im umzäunten Kirchhof neben dem Serbisch-orthodoxen Dorffriedhof im östlichen Dorfgebiet. Im Kirchhof steht neben der Kirche auch das Pfarrhaus.
Bogosavac gehört zur Stadt Šabac, im Okrug Mačva im nordwestlichen Zentralserbien, in der geographischen Region Mačva.

## Geschichte
Die Kirche wurde mit dem Segen des Bischofs Lavrentije und in der Amtszeit des Priesters der Pfarrei Dobrić, Erzpriester Petar Vasić, in der Zeit von 1988 bis 1991 auf einem von der mesna zajednica (lokale Gemeinschaft) Bogosavac gestifteten Grundstück errichtet. Sie wurde nach dem Entwurf des Architekten Dragoljub (Paja) Milutinović aus Šabac erbaut und von den Spenden der Dorfbevölkerung errichtet.
Die Kirche wurde 1991 vom Bischof der damaligen Eparchie Šabac-Valjevo und späteren Bischof der Eparchie Šabac, Lavrentije, feierlich eingeweiht.
1995 wurde neben der Kirche das Pfarrhaus mit den Maßen 15 × 6 m erbaut.
Zur Pfarrei Bogosavac gehören das Dorf Bogosavac und Dorfteile des Dorfes Maovi. Zuständiger Pfarrpriester ist der Erzpriester Mitar Jović.

## Architektur

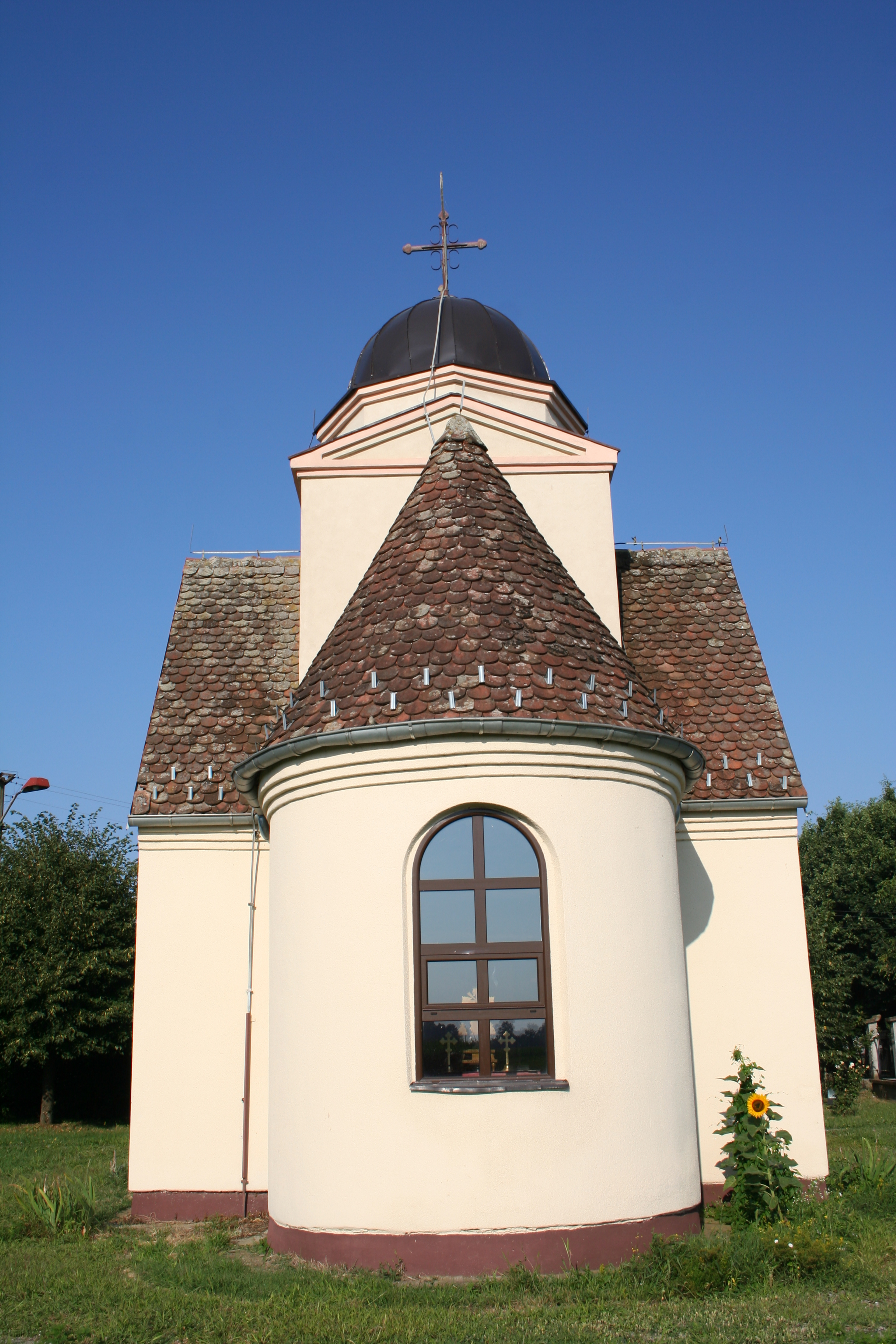
Die Apsis der Kirche

Das Gotteshaus ist im traditionellen serbisch-byzantinischen Baustil erbaut worden und der Grundriss der Kirche ist ein griechisches Kreuz.
Die einschiffige Kreuzkuppelkirche besitzt eine halbrunde Altar-Apsis im Osten, in der Mitte des Naos, an der Kreuzung der Seitenarme, erhebt sich eine auf dem Tambour ruhende Rundkuppel und im Westen erhebt sich ein kleiner Kirchturm mitsamt Rundkuppel.
Die Kirche besitzt einen Kircheneingang an der Westfassade über dem Eingang befindet sich eine Platte mit den wichtigsten Angaben der Kirche. Die Maße der Kirche betragen: Länge 10,5 m, Breite 6 m und Höhe 15 m.
Die Kirche besitzt vier Kreuze, jeweils eines über der Rundkuppel und der Kirchturmkuppel, sowie jeweils eines an der Nord- und Südfassade.
Sie besitzt typisch für orthodoxe Kirchenbauten eine (hölzerne) Ikonostase mitsamt Ikonen. Im Kircheninneren ist sie nicht mit byzantinischen Fresken bemalt.